# Андрушайчяй
Андрушайчяй (Andrušaičiai) — село у Литві, Расейняйський район. 2001 року в Андрушайчяї проживало 139 осіб. Неподалік розташоване село Ґірдвайнай.